# Władisław Sirotow
Władisław Władimirowicz Sirotow (ros. Владислав Владимирович Сиротов, ur. 27 października 1991 w Staroszczierbinowskiej) – rosyjski piłkarz występujący na pozycji pomocnika lub napastnika w klubie Leningradiec Leningradskaja obłast.

## Kariera klubowa
Grę w piłkę nożną rozpoczął w wieku 6 lat w klubie SK Start z Petersburga. Następnie trenował w należącej do Zenitu Petersburg akademii piłkarskiej DJuSSz Smiena oraz w szkole sportowej SDJuSzOR Zenit. W 2009 roku rozpoczął grę w zespole Smiena-Zenit Petersburg (Wtoroj Diwizion), stanowiącej rezerwy Zenitu. W latach 2010–2011 występował w drużynie U-21, biorącej udział w Mołodiożnojej Lidze. W 2012 roku zawiesił swoją karierę.
Od początku 2013 roku kontynuował karierę w rezerwach Czernomorca Noworosyjsk (Mistrzostwa Kraju Krasnodarskiego) oraz zespołach PFL i LFK, kolejno: FK Tosno, Pietierburgu Sankt Petersburg oraz Znamii Trudzie Oriechowo-Zujewo. Na początku 2015 roku jako wolny agent związał się dwuletnim kontraktem z Szynnikiem Jarosław (FNL). Z powodu przybycia do klubu po zamknięciu okna transferowego przez pół roku występował jedynie w rozgrywkach młodzieżowych. Z nadejściem sezonu 2015/16 został graczem podstawowego składu i przez kolejne 1,5 roku rozegrał 46 ligowych spotkań i zdobył 4 bramki. W międzyczasie odbył testy w Kryljach Sowietow Samara oraz Amkarze Perm. W lutym 2017 roku został za kwotę 5 milionów rubli wykupiony przez Zenit Petersburg i włączony w szeregi zespołu pierwszoligowych rezerw, trenowanych przez Władisława Radimowa. Z powodu niewielkich szans na występy w pierwszej drużynie, po sezonie 2017/18 postanowił rozwiązać swoją umowę.
W lipcu 2018 roku Sirotow podpisał roczny kontrakt z Zagłębiem Lubin prowadzonym przez Mariusza Lewandowskiego. 21 lipca zadebiutował w Ekstraklasie w wygranym 3:1 meczu z Legią Warszawa, w którym zaliczył asystę przy bramce Patryka Tuszyńskiego. Po zakończeniu sezonu 2018/19, w którym zaliczył 10 ligowych występów i 1 spotkanie w ramach Pucharu Polski, odszedł z klubu. W sierpniu 2019 roku odbył testy w Urale Jekaterynburg (Priemjer-Liga). We wrześniu tego samego roku został graczem Tiekstilszczika Iwanowo, dla którego rozegrał na poziomie FNL 11 meczów. W styczniu 2020 rozwiązał swoją umowę za porozumieniem stron i miesiąc później został piłkarzem Kaspija Aktau. 8 marca 2020 zadebiutował w Priemjer Ligasy w przegranym 0:2 spotkaniu przeciwko Żetysu Tałdykorgan.

## Kariera reprezentacyjna
W 2010 roku występował w młodzieżowej reprezentacji Rosji w kategorii U-19, dla której rozegrał 6 spotkań i zdobył 2 bramki.

## Życie prywatne
Urodził się w stanicy Staroszczierbinowskaja w Kraju Krasnodarskim. W wieku 5 lat, będąc wówczas pod tymczasową opieką babci, przeprowadził się do mieszkających w Petersburgu rodziców.